# 姉

本人(■)から見た姉(■)

姉（あね）は、本人から見て傍系2親等の年長の女性、通常は同じ父と母（またはどちらか一方が同じ）から生まれた年長の女性をいう。お姉さん（おねえさん）、お姉ちゃん、姉さん。口語では姐（あね）もある。
また自分の兄と結婚した女性、すなわち兄嫁や配偶者の姉も本人から見たら姉になる。その場合、義姉（ぎし）と書いて「あね」と呼ぶ場合が多く、対象者より年上であるとは限らない。また、親の養女や親の再婚相手の連れ子が年上だった場合も義姉にあたる。

## 概要
一般的に姉にあたる女性は、本人から「お姉さん（おねえさん）」「お姉ちゃん」と呼ばれ、一方で、彼女が自ら弟妹に対して呼びかける際に用いる自称でもある。子供が、自分の姉以外の年長の若い女性を指して呼ぶ一般語としても用する。稀ながら配偶者の妹や弟嫁が自分より年長である場合や年齢の近い叔母を「お姉さん」と呼ぶ場合もある。 
血縁関係である2親等である場合、現在の日本では対象者と婚姻することは民法上できない。
いとこのうち、年上の女性を従姉（じゅうし）と呼び、その対象が一人娘や末っ子（末妹）である場合にもそう呼ぶ。

## 姉の特殊な用法
書き言葉として学問の世界で諸学兄、諸学姉という呼び方で学問の上での同僚、後輩の女性に敬意を表す表現があるが、学姉は学兄のようには頻繁に用いられない傾向が強い。また、著者などが読者に対し敬意を表して読者諸兄姉という呼びかけが散見される。
女性は仏教の戒名の位号では、男性の「居士」に対し「大姉」と表記する。また、彼女の特に弟が彼女に親しみと尊敬をこめて「姉貴」（あねき）と呼ぶことがある。
キリスト教会では、天国においては家族でキリストを長子とする兄弟姉妹であるという考え方から女性信者を氏名の後ろに敬称として「姉」をつけ、姉妹と呼びかける場合がある。
ヤクザやテキヤの組員ないし構成員が女性の組長、組長の妻や恋人、兄貴分の妻や恋人に対して呼びかける敬称として「あねさん」がある。この場合は、音は「あね」であるが「姐さん」と表記するのが普通である。同種の用法として「姉御」又は「姐御」（あねご）がある。
また、実際の血縁関係の有無に関わらず、単に女性への二人称又は三人称として「（お）姉さん」「（お）姉ちゃん」が用いられる。
この場合、当該の人物に実際に弟妹がいるかどうかは問われない。

## 愛称
ねえ、ねえや、ねえさん、ねえちゃん、など。

## 同名及び類義名の作品
- 姉 (映画) - 1931年の日本映画。
- お姉ちゃん (テレビドラマ) - TBS（日本）のテレビドラマ。
- 姉さん (テレビドラマ) - MBC（韓国）のテレビドラマ。

### 姉がモチーフの作品
- おあねえさん - フジテレビ（日本）のテレビドラマ。
- マー姉ちゃん - NHK（日本）のテレビドラマ。
- とと姉ちゃん - NHK（日本）のテレビドラマ。
- うちのママ姉ちゃん - 日本テレビ（日本）のテレビドラマ。
- のン姉ちゃん・200W - 日本テレビ（日本）のテレビドラマ。
- 東海道姉ちゃん仁義 - フジテレビ（日本）のテレビドラマ。
- 姉ちゃんの恋人 - フジテレビ（日本）のテレビドラマ。
- お姉ちゃんが来た - 日本の4コマ漫画。
- 僕の姉ちゃん - 日本の漫画。
- +チック姉さん - 日本の漫画。
- お姉ちゃんは恋妖怪 - 日本の漫画。
- 私がお姉ちゃんなんだからね! - 日本のウェブコミック。

## 対語・関連語
- 兄
- 弟
- 妹
- 姉妹